# Whernside
Ne doit pas être confondu avec Great Whernside.
Whernside est un sommet du Royaume-Uni culminant à 736 mètres d'altitude dans la chaîne des Pennines, à la frontière entre les comtés du Yorkshire du Nord, dont il est le point culminant, et de Cumbria, dans le Nord de l'Angleterre. Il fait partie du parc national des Yorkshire Dales. C'est une destination prisée en randonnée pédestre et en course de montagne.

## Toponymie
L'origine du nom de la montagne est douteuse. Il pourrait venir de Quernsyd, composé de quern, lui-même dérivé de kvern en vieux norrois puis cwærn en vieil anglais, désignant une partie en pierre d'une meule à grains,, alors que la seconde partie du nom est incertaine : sida puis sid, signifiant « côté, versant », ou sættr désignant un pâturage d'été. Dans les deux cas, le nom semble mettre en évidence la présence d'anciennes carrières de pierre.

## Géographie
Whernside est situé dans le Nord de l'Angleterre, au Royaume-Uni, entre le comté de Cumbria à l'ouest et celui du Yorkshire du Nord à l'est. Il se trouve à environ 25 kilomètres à l'est-sud-est de Kendal, 35 kilomètres au nord-est de Lancaster, 75 kilomètres au nord-ouest de Leeds et 83 kilomètres au nord de Manchester. Les côtes de la baie de Morecambe, en mer d'Irlande, sont à 28 kilomètres à l'ouest-sud-ouest. Le sommet s'élève à 736 mètres d'altitude,, ce qui en fait le point culminant du Yorkshire du Nord. Sa hauteur de culminance par rapport à Harter Fell, à 39 kilomètres au nord-ouest, est de 408 mètres, ce qui en fait un marilyn. Il fait partie des Yorkshire Dales, dans les Pennines. La crête septentrionale de la montagne est orientée vers le nord, alors que sa crête méridionale a une inflexion vers le sud-sud-ouest. La partie septentrionale de la montagne alimente la rivière Dee tandis que sa partie méridionale alimente la rivière Greta (en), qui appartiennent toutes deux au bassin du fleuve Lune.

## Histoire
Le 21 avril 1944, un Wellington MkIII, le BK347, s'écrase sur Whernside à l'occasion d'un vol d'entraînement après avoir décollé de Seighford dans le Staffordshire. D'épais nuages perturbent la navigation à vue et l'avion percute la montagne en milieu d'après-midi. Six des sept membres d'équipage meurent sur le coup, le mitrailleur de queue ne déplorant que des blessures mineures. Pendant plusieurs décennies, la majeure partie de l'épave reste dans une doline à proximité du site du crash.
Le 15 décembre 1945, un second accident se produit, impliquant un Barracuda MkII, le DR306. Après avoir décollé du RNAS Rattray pour un exercice de navigation, le pilote tente de descendre sous le plafond nuageux durant son retour afin de se repérer et s'écrase. Il s'en tire avec seulement quelques coupures et ecchymoses, si bien qu'il parvient à trouver de l'aide dans une ferme proche. Bien qu'une partie de l'épave ait été enlevée, des pièces restent éparpillées sur la montagne, certaines ayant servi à réparer un mur en pierres sèches.

## Activités

### Randonnée et ascension
Avec Ingleborough et Pen-y-ghent, Whernside est l'un des « trois pics du Yorkshire (en) », un groupe de trois sommets qui entourent les sources de la Ribble. L'ascension des trois pics l'un après l'autre constitue une randonnée pédestre d'une quarantaine de kilomètres appréciée des alpinistes. Il existe également des épreuves annuelles de course en montagne, la Three Peaks Race, et de cyclo-cross qui relient les trois montagnes.
L'ascension du sommet s'effectue depuis le viaduc de Ribblehead (en), au sud-est et remonte la Little Dale jusqu'à Smithy Hill en longeant la ligne de Settle à Carlisle (en). Le sentier s'oriente ensuite vers le nord-ouest au niveau de Grain Ings puis vers l'ouest en direction de Knoutberry Hill pour rejoindre la crête septentrionale de la montagne vers 680 mètres d'altitude. Il rejoint le sommet en direction du sud. Il redescend en suivant la crête méridionale qu'il quitte vers 600 mètres d'altitude pour rejoindre le lieu-dit Bruntscar, au sud-est, par une pente importante. Le retour au viaduc se fait à travers champs, avec une alternance de chemins, vers une direction générale est,.
D'autres sentiers permettent d'accès au sommet depuis le nord, pour rejoindre Boot of the Wold via les Whernside Tarns, mais également depuis l'ouest et le sud ; ils disposent uniquement d'un droit d'accès et non d'un droit de passage.

### Protection environnementale
Whernside est protégé depuis 1954 au sein du parc national des Yorkshire Dales qui, depuis l'été 2016, couvre une superficie de 2 256 km2. Il est également inclus dans le site d'intérêt scientifique particulier de Whernside qui s'étend sur 3 856 hectares.